# M 08
Die M 08 ist eine 13,8 km lange ukrainische Fernstraße in der Oblast Transkarpatien. Sie ist im Wesentlichen eine Umgehungsstraße um die ukrainische Stadt Uschhorod an der slowakischen Grenze. Ein Teil der Streckenführung stimmt mit der Europastraße 58 (Wien – Uschgorod – Chișinău – Odessa – Rostow am Don) überein.